# Département Indre
Das Département de l’Indre [ɛ̃ːdʀ] ist das französische Département mit der Ordnungsnummer 36. Es liegt in der Mitte des Landes in der Region Centre-Val de Loire und wurde nach dem Fluss Indre benannt. Seine Hauptstadt ist Châteauroux.

## Geographie
Das Département Indre grenzt im Norden an das Département Loir-et-Cher, im Osten an das Département Cher, im Süden an die Départements Creuse und Haute-Vienne sowie im Westen an die Départements Vienne und Indre-et-Loire.
Die namensgebende Indre durchquert das Département von Südosten nach Nordwesten und fließt dabei auch durch den zentral gelegenen Hauptort Châteauroux. Im Norden grenzt das Departement für eine kurze Strecke an den Cher, der dort auch die Grenze zum Département Loir-et-Cher bildet. Im Westen des Départements liegt der Regionale Naturpark Brenne, dessen Kulturlandschaft durch eine Vielzahl seit dem Mittelalter angelegter Teiche und Seen geprägt ist. Größter Fluss im Südwesten ist die Creuse.

## Geschichte
Das Département wurde am 4. März 1790 aus dem Westteil der Provinz Berry, dem Südosten der Touraine und dem Norden der Marche gebildet.
Es gehört seit 1960 der Region Centre an, die 2016 in Centre-Val de Loire umbenannt wurde.

## Städte
Die bevölkerungsreichsten Gemeinden des Départements Indre sind:
| Stadt               | Einwohner (2022) | Arrondissement |
| ------------------- | ---------------- | -------------- |
| Châteauroux         | 43.079           | Châteauroux    |
| Issoudun            | 10.953           | Issoudun       |
| Déols               | 7.618            | Châteauroux    |
| Le Blanc            | 6.188            | Le Blanc       |
| Le Poinçonnet       | 5.848            | Châteauroux    |
| Argenton-sur-Creuse | 4.817            | Châteauroux    |

## Verwaltungsgliederung
Das Département Indre gliedert sich in 4 Arrondissements, 13 Kantone und 243 Gemeinden:
| Arrondissement    | Kantone | Gemeinden | Einwohner 1. Januar 2022 | Fläche km² | Dichte Einw./km² | Code INSEE |
| ----------------- | ------- | --------- | ------------------------ | ---------- | ---------------- | ---------- |
| Châteauroux       | 9       | 84        | 126.129                  | 2.621,87   | 48               | 362        |
| Issoudun          | 5       | 49        | 32.618                   | 1.182,31   | 28               | 364        |
| La Châtre         | 2       | 51        | 27.607                   | 1.204,16   | 23               | 363        |
| Le Blanc          | 2       | 57        | 30.455                   | 1.782,29   | 17               | 361        |
| Département Indre | 13      | 241       | 216.809                  | 6.790,63   | 32               | 36         |

Siehe auch:

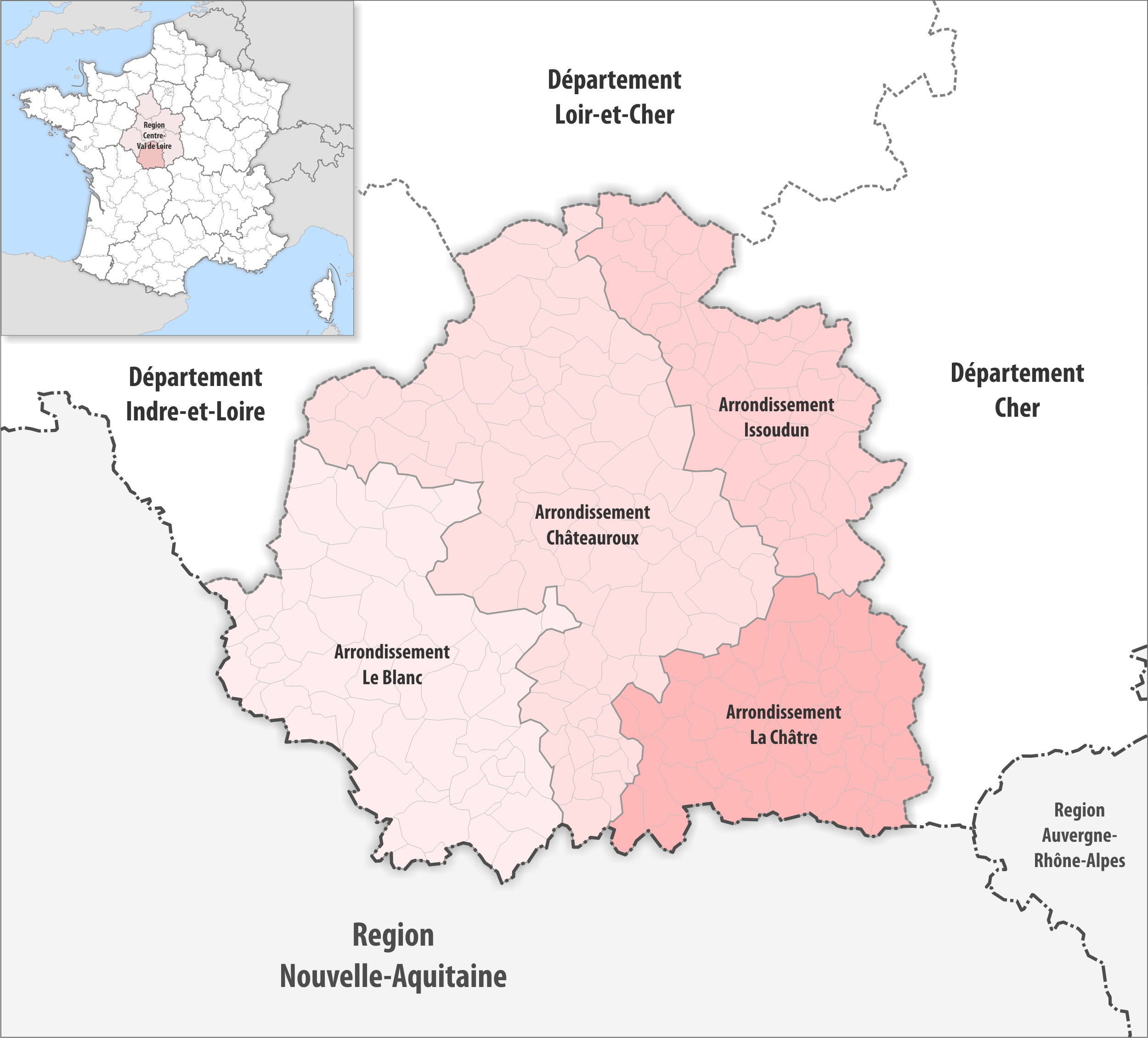
Gemeinden und Arrondissements im Département Indre

- Liste der Gemeinden im Département Indre
- Liste der Kantone im Département Indre
- Liste der Gemeindeverbände im Département Indre

## Klima
| Klimadaten                           | J | F | M  | A  | M  | J  | J  | A  | S  | O  | N | D |
| ------------------------------------ | - | - | -- | -- | -- | -- | -- | -- | -- | -- | - | - |
| mittlere Höchsttemperatur in °C      | 8 | 9 | 13 | 15 | 20 | 23 | 26 | 26 | 21 | 16 | 9 | 9 |
| mittlere Tiefsttemperatur in °C      | 2 | 2 | 3  | 5  | 9  | 11 | 14 | 14 | 10 | 8  | 4 | 3 |
| Sonnenscheindauer pro Tag in Stunden | 2 | 3 | 5  | 6  | 7  | 8  | 8  | 7  | 6  | 4  | 2 | 1 |